# Christuskirche (Rösrath-Forsbach)

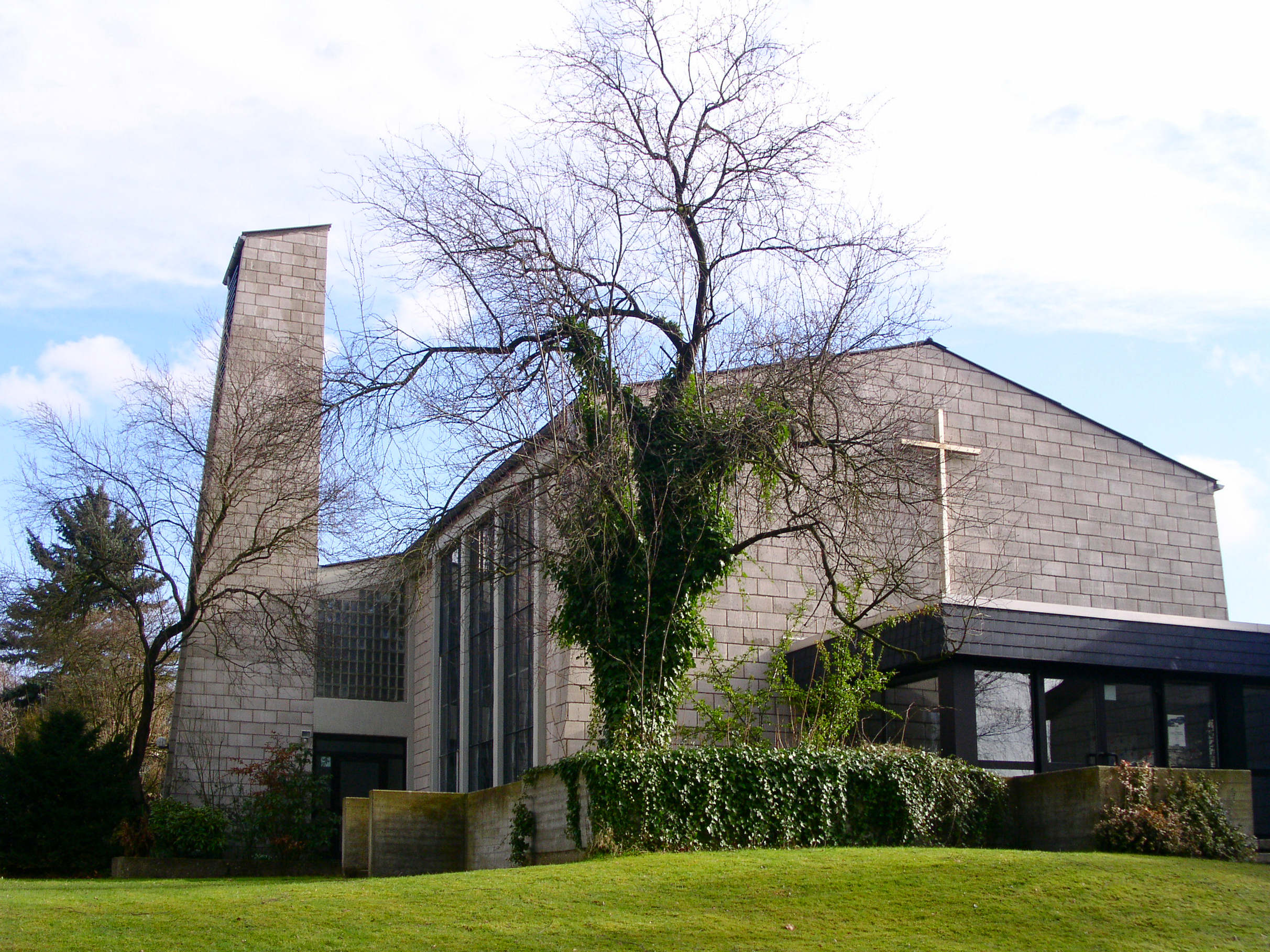
Evangelische Christuskirche in Rösrath-Forsbach (2008)

Die profanierte evangelische Christuskirche liegt mitten im Rösrather Stadtteil Forsbach auf einer Anhöhe.

## Kirchbauverein
Ein Kirchbauverein konstituierte sich im November 1955, um die Baumaßnahmen finanziell zu unterstützen. Die nachträgliche Buntverglasung der Seitenfenster im Jahr 1960 wurde überwiegend durch Mittel des Kirchbauvereins finanziert. Der Verein wurde 1980 aufgelöst.

## Baugeschichte
Die Christuskirche ist die erste Kirche, die der Forsbacher Architekt Horst Welsch entworfen hat. Auch die Kleineichener Kreuzkirche und die Rösrather Versöhnungskirche sind unter seiner Planung entstanden. Als Material für die tragenden Teile wurde hauptsächlich Sichtbeton verwendet. Die Konstruktion erscheint auf den ersten Blick recht schlicht. Die Wände bestechen durch außen und innen sauber ausgefügten Porenbetonstein.
Das Kirchweihfest am 23. Dezember 1956 bescherte den Forsbacher evangelischen Christen endlich ihre "Kirche im Dorf".  Früher mussten sie zur Mutterkirche nach Volberg (Hoffnungsthal). Dazu benutzten sie den Kirchweg, eine noch heute existierende Straßenbezeichnung in Forsbach. Eine Zeit lang diente auch die alte Schule in Forsbach als Versammlungsraum für Gottesdienste. 1956 gehörte Forsbach zur Kirchengemeinde Volberg. Pfarrer war Friedrich Gerhard Venderbosch. Von 1959 bis 2007 bildeten Forsbach, Kleineichen und Rösrath einen eigenen weiteren Pfarrbezirk. Seit 2007 sind alle wieder in einem Pfarrbezirk vereint.
Die vier Glocken wurden am 15. Dezember 1957 geweiht. Sie läuten wochentags um 7 Uhr, 12 Uhr und 18 Uhr; sonn- und feiertags zum Gottesdienst. Die Becker-Orgel mit ihren 13 Registern und 2 Manualen hat 1170 Pfeifen.
Der Gebäudekomplex wurde 1982 durch ein großräumiges Gemeindezentrum ergänzt. Architekt war wiederum Horst Welsch. Die untere Etage dient der Kinder- und Jugendarbeit. In der oberen Etage steht ein großer Saal für Versammlungen zur Verfügung.

## Parabelfenster
1956 fehlten Altar, Taufstein und Orgel. Und auch die Fenster verfügten nur über eine farblose Einfachverglasung. 1959 schuf die Kölner Künstlerin Elfriede Fulda das Parabelfenster hinter dem Altarbereich an der Ostseite. Dargestellt ist der siebte Tag der Schöpfung: der Mensch umgeben von Flora und Fauna.